# Калдазава
Калдазава, Калдазонькирди — мокша; КАРДАЗАВА, Кардазсярко — эрьзя (мокша калдаз, эрьзя кардаз «двор», мокша, эрьзя ава «женщина»), божество, покровительница двора. Ныне божество двора представляется верующей части мордвы преимущественно в образе мужчины. Полагали, что Калдазава заботится о скоте, поэтому обращались к ней с молитвами о его здоровье, устраивали жертвоприношения. Когда скот заболевал, считали, что Калдазава на что-то обиделась. Приведя купленную корову во двор, просили Калдазаву принять её. В честь Калдазавы осенью совершали специальное моление. Для этого хлев устилали чистой соломой. Еду, приготовленную для моления, складывали в деревянное корыто и несли в хлев. Хозяйка дома, обратившись лицом в один из углов хлева, просила Калдазаву умножить скот и сохранить его от болезней, падежа. Затем она отделяла по куску от всех кушаний, складывала на просяную лепёшку и клала её на перекладину хлева для Калдазавы. После этого корыто вносили в избу и начинали моление, в котором участвовали женщины и дети. Мужчины в этот день обычно работали и возвращались домой после моления. В некоторых местах (мокшанское население Темниковского района на РМ) не знают специального божества двора, считая его покровителями Юртаву и Юртатю.

## Источник
- Мокшин Н. Ф. Калдазава // Мордовия : Энциклопедия : в 2 т. / гл. ред. А. И. Сухарев. — Саранск : Мордовское книжное издательство, 2003. — Т. 1 (А—М). — С. 381—382. — 576 с. — ISBN 5-7595-1543-8.